# Never Be Alone
«Never Be Alone» — песня французского диджея Давида Гетта и датского диджея Мортена, при участии американкого певца Алоэ Блэка. It was released as a single on 19 July 2019 by record label What a Music.. Авторами песни выступили Давид Гетта, Джорджо Туинфорт, Алоэ Блэк, Мортен Бреум, Майк Хокинс и Тоби Грин.

## Список композиций
| №  | Название                            | Длительность |
| -- | ----------------------------------- | ------------ |
| 1. | «Never Be Alone» (feat. Aloe Blacc) | 2:58         |

| №  | Название                                                      | Длительность |
| -- | ------------------------------------------------------------- | ------------ |
| 1. | «Never Be Alone» (feat. Aloe Blacc) (Instrumental) (Extended) | 4:11         |

## Чарты

### Недельные чарты
| Чарт (2019–2020)                     | Высшая позиция |
| ------------------------------------ | -------------- |
| Australia Digital Track Chart (ARIA) | 39             |
| Венгрия (Dance Top 40)               | 17             |
| Швейцария (Schweizer Hitparade)      | 69             |

### Годовые чарты
| Чарт (2020)            | Позиция |
| ---------------------- | ------- |
| Hungary (Dance Top 40) | 56      |